# ARKIVOC
Arkivocは、有機化学のあらゆる分野を網羅する査読オープンアクセス科学学術雑誌である。2000年に、アラン・R・カトリッツキーとリンダ・カトリッツキーの寄付で設立された非営利団体Arkat USAによって公開されている。Arkatの主な役割はArkivocを公開する事である。
トムソン・ロイターの2004年Journal Citation Reports（ジャーナル引用レポート）によれば、「有機、化学」分野のジャーナル57誌の中で37位、インパクトファクター1.165であった。